# Джакопино дела Скала
Джакопино дела Скала (на италиански: Jacopino della Scala; † 1215 или 1248) е италиански търговец и имперски викар в Остиля, подеста на Череа от фамилията Скалиджери (Дела Скала), бъдещите господари на Верона.
Той е вторият син на Леонардино/Зигиберто († 19 декември 1228).

## Фамилия
Джакопино се жени за Маргерита Джустиниани. Те имат един син:
- Манфредо (1215 – 1256), епископ на Верона от 1241 до 1256 г.

Той се жени втори път за Елиза Суперби, от която има:
- Мастино I (Леонардино) († 17 октомври 1277), господар на Верона от 1260 до 1277 г.
- Алберто I († 3 септември 1301), господар на Верона от 1277 до 1301 г.
- Боча († 1269)
- Гуидо († 1273)